# Марморхаус
Марморхаус — бывший кинотеатр, расположенный на Курфюрстендамм в Берлине. Открытый в 1913 году, он получил свое название благодаря большому мраморному фасаду. Стены фойе и зрительного зала были оформлены художником-экспрессионистом Цезарем Кляйном по проекту архитектора Хуго Паля.
В эпоху немого кино здесь часто проходили премьеры новых фильмов. Среди них «Кабинет доктора Калигари», «Иоганн Гот», «Женщина в раю», «Голова Януса», «Генуине», «Четверо вокруг женщины», «Блуждающие души» и «Замок Фогелёд».
В течение многих лет он принадлежал гигантской компании UFA, а затем был превращен в мультиплекс. В 2001 году кинотеатр был закрыт, а недвижимость продана.